# Guido Trenti

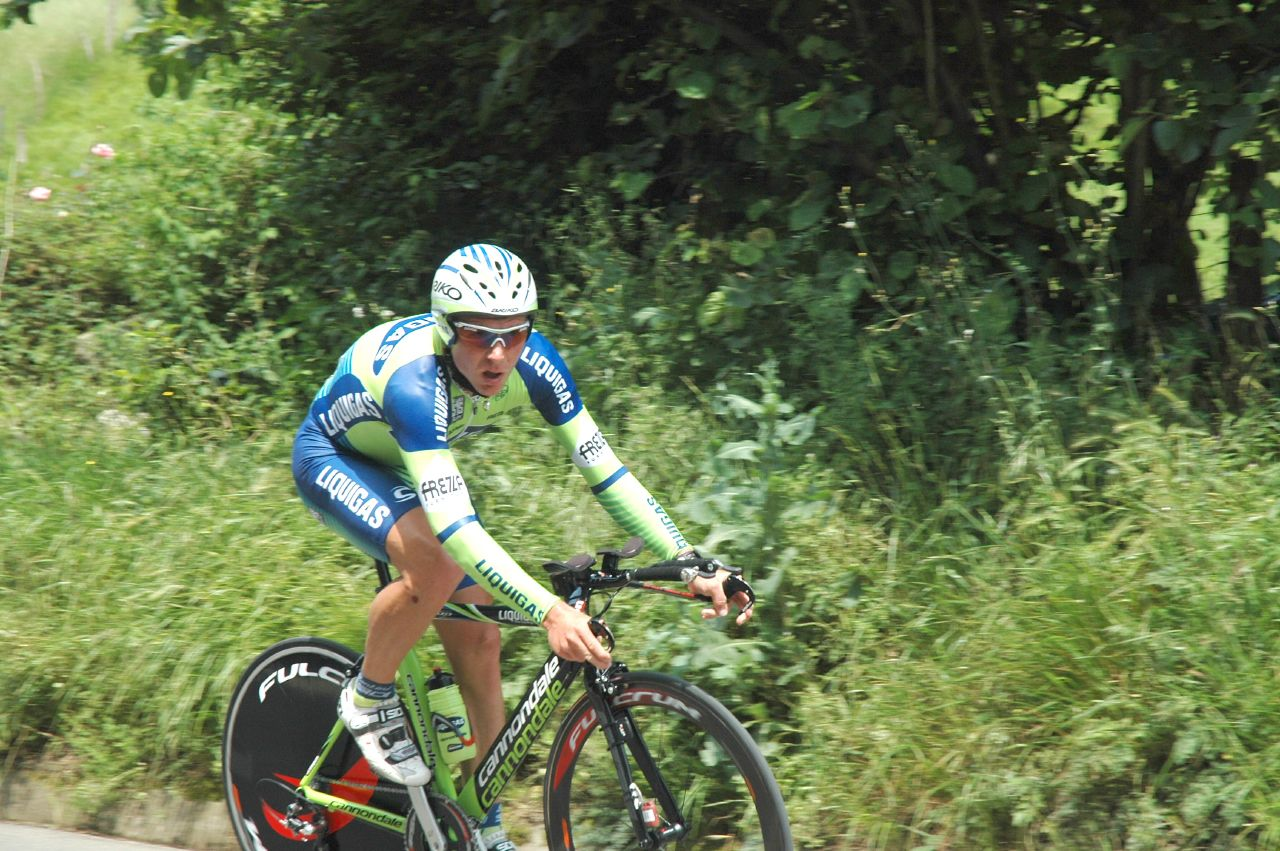
Guido Trenti (2007)

Guido Trenti (* 27. Dezember 1972 in Mailand) ist ein ehemaliger US-amerikanischer Radrennfahrer.

## Leben
Trenti begann seine Karriere 1996 bei Ideal. 1998 kam er dann zu Cantina Tollo. Dort feierte er seinen ersten Profisieg. Bei der Tour de Langkawi gewann er 2000 die neunte Etappe. Im selben Jahr wurde er auf einer Giro-Etappe Zweiter. 2003 wechselte er zu Fassa Bortolo, wo er zwei Jahre fuhr, bevor er zum belgischen ProTeam Quick Step kam. Er bestritt 2005 zum ersten Mal die Tour de France und beendete sie als 139. im Gesamtklassement. Die 5. Etappe der Österreich-Rundfahrt 2006 beendete er als Dritter. Von 2007 bis 2008 fuhr er für Liquigas, anschließend beendete er seine sportliche Laufbahn.
Er ist jedoch nicht zu verwechseln mit dem italienischen Radsport-Profi Guido Trentin.

## Teams
- 1996 Ideal
- 1997 Elite
- 1998–1999 Cantina Tollo-Alexia Alluminio
- 2000–2001 Cantina Tollo-Regain
- 2002 Acqua e Sapone-Cantina Tollo
- 2003–2004 Fassa Bortolo
- 2005–2006 Quick Step
- 2007–2008 Liquigas